# Поречие
Поречие или Порече (на македонска литературна норма: Порече) е историко-географска област в западния дял на Северна Македония, обхващаща течението на река Треска и цялата и прилежаща долина. Централен град на областта е град Брод (Македонски Брод).

## География
Поречието е котловина, която граничи на север със Скопската котловина, на изток с областта Азот и с по-широкия Велешки регион, на югоизток с Прилепското поле, на юг с Крушевско, на югозапад с Кичевско и областта Копачка, а на северозапад граничи с Полога. От всички страни областта е заградена от планини, на север това е Суха планина (1189 м), на запад Суха гора (1857 м), Челоица (2061 м) и Песяк (1917 м), на юг това е Бушева планина (1788 м), в която се намира проходът Барбарас разделящ Поречието и Прилепското поле, а на изток Поречие е обградена от масива на Якубица, съответно планините Даутица (2074 м) и Караджица (2217 м).

## Селища
Цялото Поречие административно е част от Община Брод, като в периода 1996 - 2004 година е поделена между Брод и Община Самоков.
Областта се дели условно на Горно Поречие в южния дял на котловината на Треска и Долно Поречие – в северния. В Долно Поречие от лявата страна на Треска са селата Ижище, Ореховец, Русяци, Требино, Девич, Грешница, Слатина, Горни Манастирец, Долни Манастирец, Тополница, Горно Круше и Долно Круше. От дясната страна са Латово, Сланско, Дреново, Локвица, Крапа, Црешнево, Модрище, Белица, Суходол, Драгов дол и Вир.
В Горно Поречие от лявата страна на реката са Самоков, Зъркле, Звечан, Томино село, Сушица, Лубще, Ковач, Бенче, Инче, Могилец, Горно Ботуше и Долно Ботуше, Битово, Заград, Растеш, Брест, Косово, Требовле, Здуне и Рамне. А от дясната страна е Тажево.

## Сърбоманията в Поречието
През XIX век Поречието е изключително беден район на Македония. Почвите са каменисти, затова развитието на земеделието е слабо застъпено. Населението страда постоянно от албански грабителски набези. Българските екзархийски училища в Македония са на издръжката на местното население. За разлика от сръбските, които са финансирани главно от сръбската държава. Затова приемането на сръбската пропаганда става единственият шанс на населението в тези изключително бедни и малки села да имат училища. Те не могат да си позволят сами да плащат заплати на екзархийски учители. Още повече сръбската пропаганда предлага и опцията за гурбет на местните в Сърбия. Така в региона трайно се налага сърбоманията, въпреки немалкото опити на ВМОРО да ги привлече към Българската Екзархия. С изключение на най-голямото и сравнително заможно село в региона Локвица, което отстоява българщината, и успява да поддържа българския дух и в част от населението на най-близките му села. Въпреки сърбоманския натиск селото устоява до сръбската окупация 1913 г.
Следствие на повече от сто години действие на сръбската пропаганда в района трайно се налагат антибългарските нагласи сред населението.
След ВСВ югославският комунистически режим в Белград решава централна и южна Вардарска Македония да се македонизира напълно. Затова заявява на сърбоманите, че който иска да бъде сърбин, трябва да се изсели във Войводина, който остане – става етнически македонец. Това не важи за северната част на Югославска Македония, там сърбоманите са оставени.
Сърбоманите от Поречието, подтиквани от активна сръбска пропаганда и сръбски четници от Сърбия, активно действат срещу ВМОРО. Дори вземат страната на турците по време на Илинденско-преображенското въстание. Успяват да пленят самия Даме Груев. След изрични заплахи, че чети на ВМОРО ще навлязат в региона и ще настане клане на сърбомани, Даме Груев е освободен. ВМОРО след тези събития ясно осъзнава огромната грешка, която е направена с допускането на сръбски четници от Сърбия да се настанят в Поречието. Постоянно се правят опити, включително и от Георче Петров, да се върнат сърбоманите към Екзархията и ВМОРО. След въстанието 1903 и последвалото масово навлизане на сърбски и гръцки чети в Македония, сблъсъците с ВМОРО зачестяват. След подялбата на Македония в 1913 г. и оставането на Поречието в Сърбия местните сърбомани заедно със сръбски четници и войски започват масов терор на останалото околно население в региона. Масово преследват комити на ВМОРО – екзекуции, терор над цели села. Което ражда желанието за отмъщение и когато Вардарска Македония става част от България, ВМОРО започва наказателни акции за прочистване на Поречието от сърбомани. Ужаса от сръбските зверства след 1913 г. ражда и огромна омраза на ВМОРО срещу сърбоманите. През целия период на българско управление във Вардарска Македония по време на ПСВ, ВМОРО провежда наказателни акции и срещу турци и албанци в Македония. След връщането на сръбската окупация 1918 г. отново се обръщат нещата и сърбоманите от Поречието стават едни от най-големите съюзници на сърбите в преследването на българското население във Вардарска Македония със същото желание за отмъщение, както те са били преследвани от ВМОРО.
С присъединяването на региона към българската държава 1941 г. София решава да смени политиката и да сложи край на насилието от двете страни, а за изкореняване на сърбоманията да се прилагат образователни мерки, а не насилие. Въпреки всичко регионът е свърталище на партизани, и то не комунисти, а подкрепящи сръбските националисти на Дража Михайлович. Срещу тях се бият главно югославски комунистически партизани на Тито. Югославските комунисти си поставят за цел да унищожат партизаните на Д. Михайлович в региона, за да стане база на югокомунистите.

## Личности
Свързани с Поречие
- Йован Стоянов, български революционер от ВМОРО, поречки войвода с чета от 50 души през Илинденско-Преображенското въстание[1]
- Фанче, поречки районен началник на ВМОРО по време на Илинденско-Преображенското въстание[2].